# 国会大厦 (哈瓦那)
国会大厦（El Capitolio）是古巴哈瓦那的一座新古典主义建筑，风格类似美国华盛顿的美国国会大厦。1929年5月20日建成开幕，为当时哈瓦那最高建筑。建成后为古巴众参两院所在地。1959年古巴革命后改为古巴科学院所在地。2018年后又改为古巴人民代表大会所在地。
该建筑内有世界第三大室内雕塑La Estatua de la República（象征古巴共和国的女神塑像）。

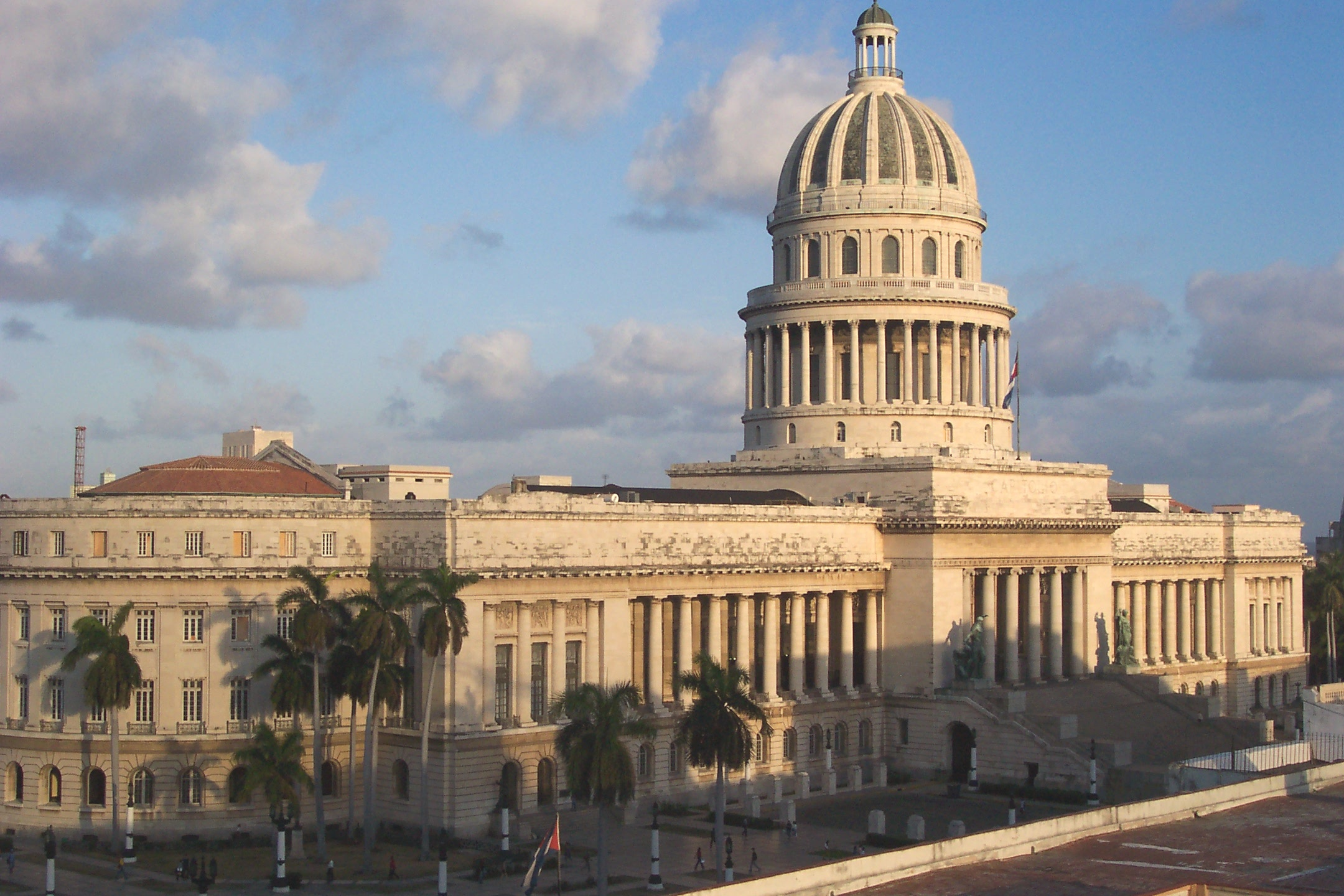

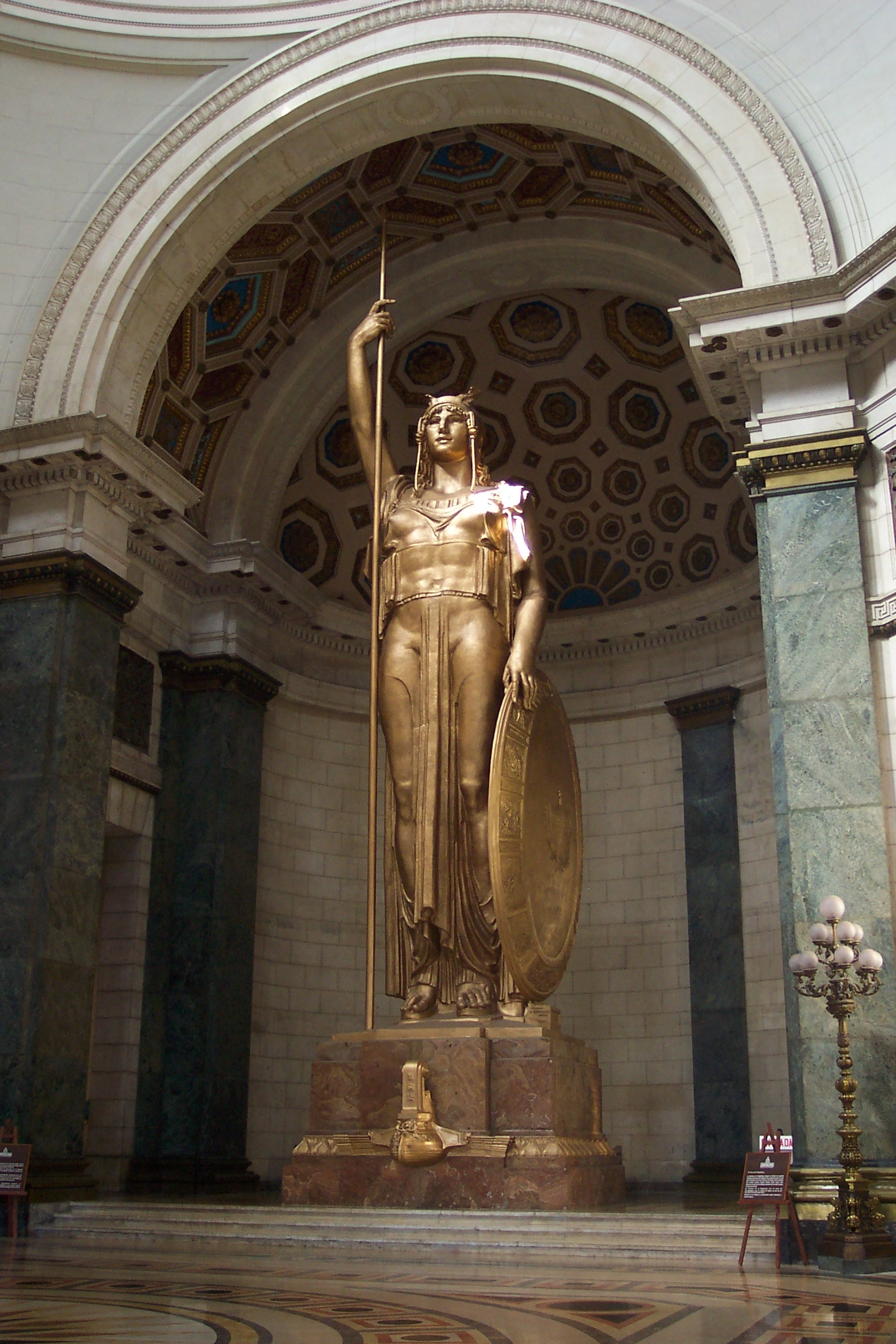
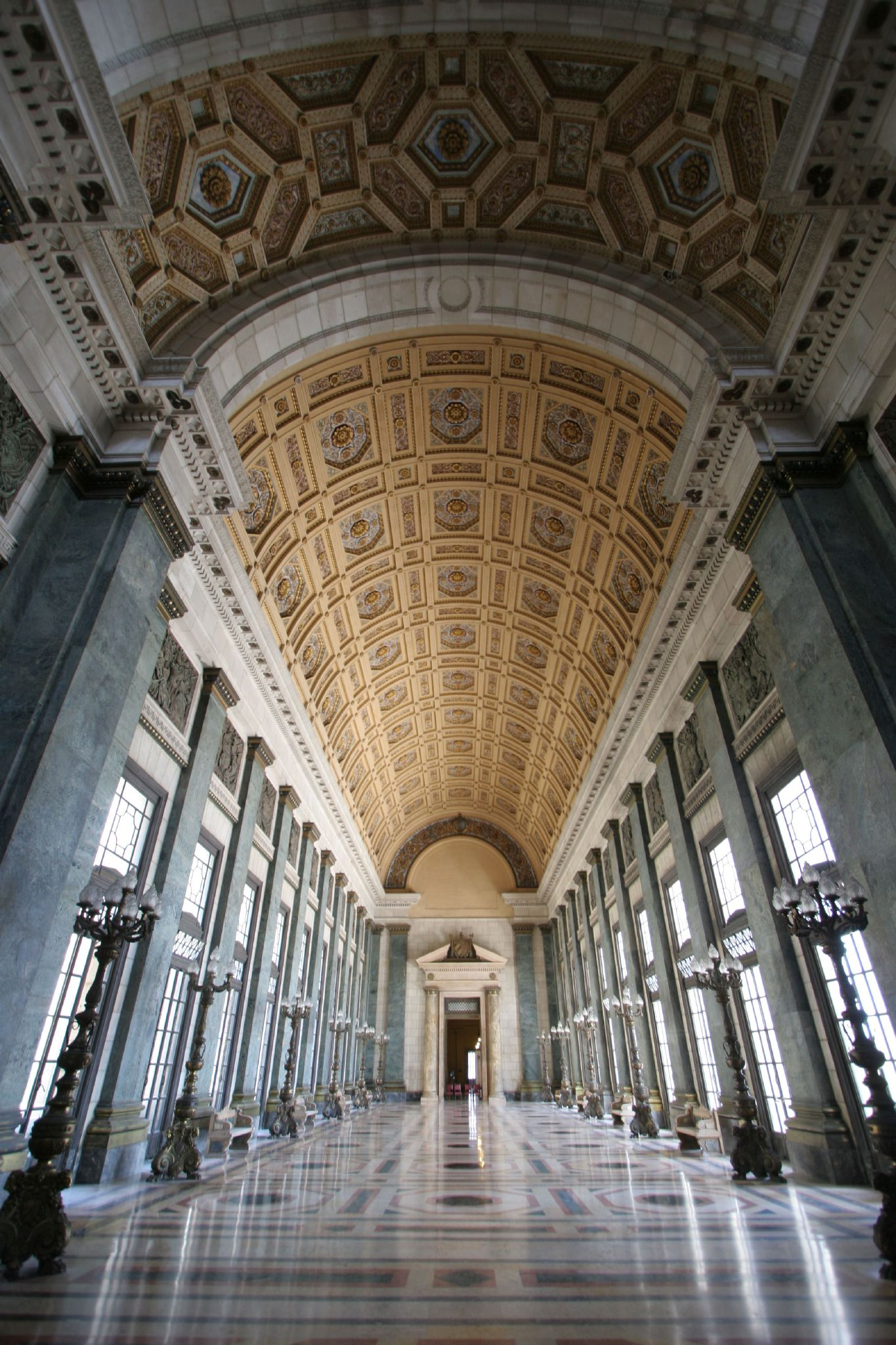
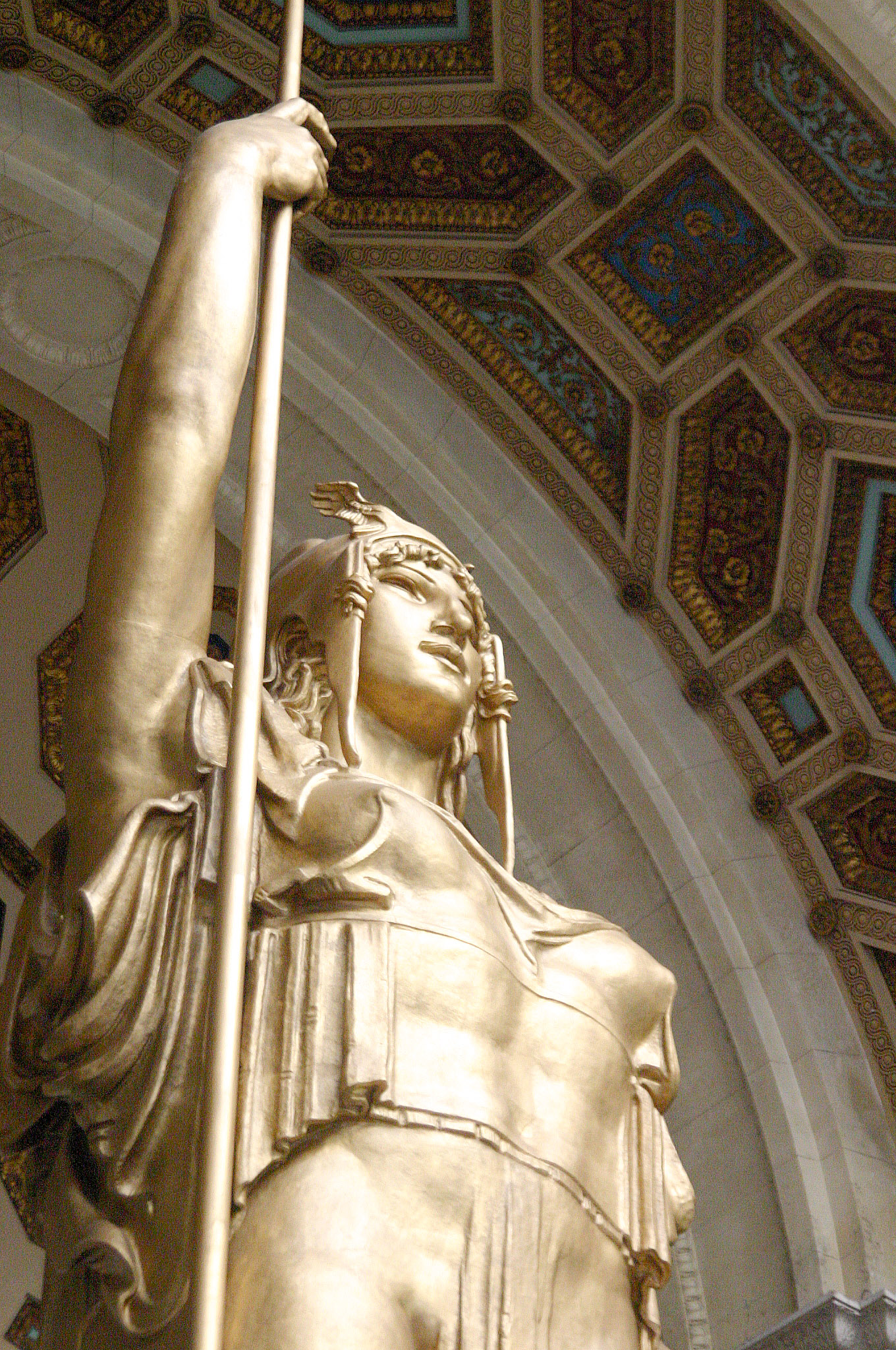
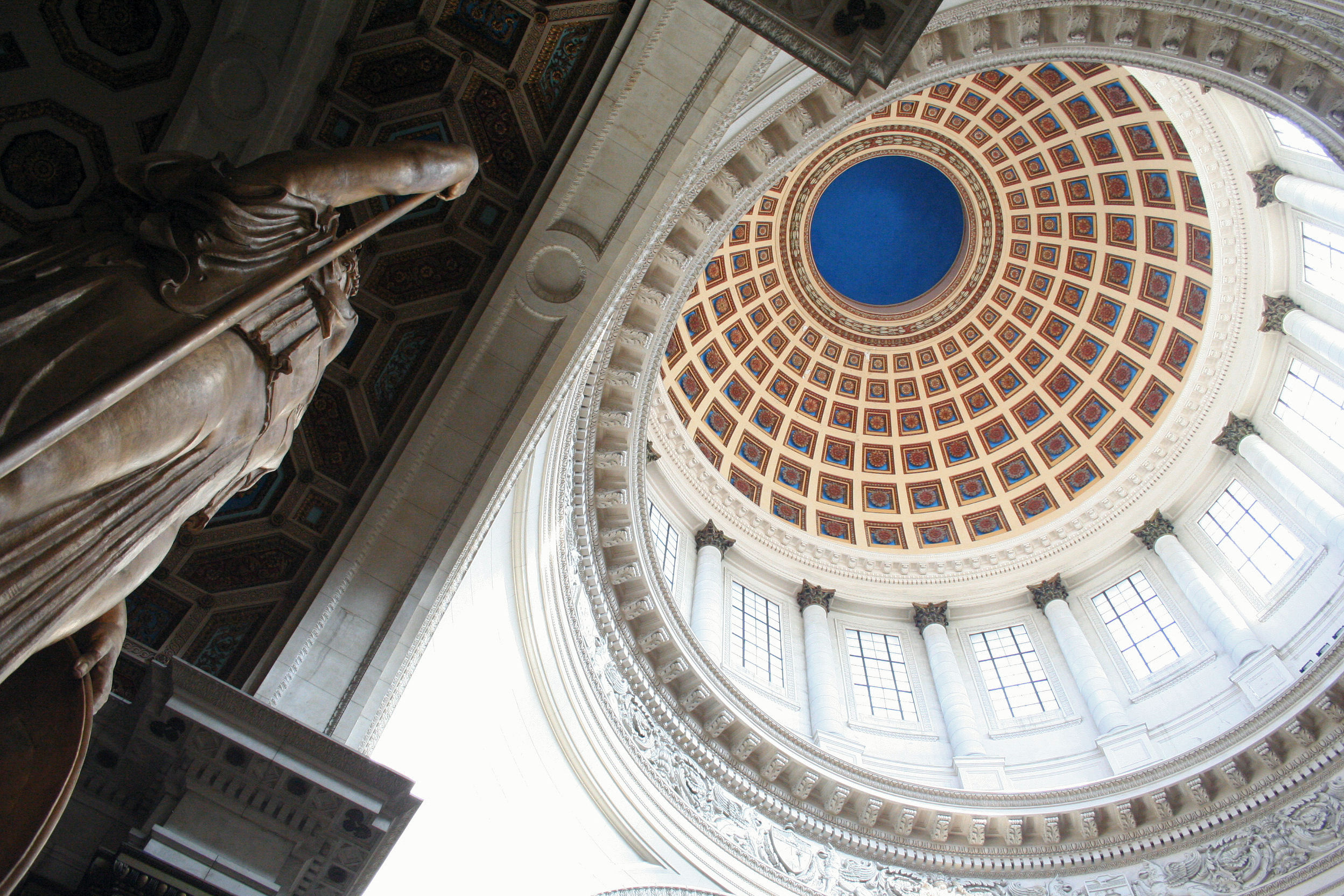

23°08′07″N 82°21′34″W / 23.13528°N 82.35944°W